# Martin Frey (Politiker)
Martin Frey (* 7. Dezember 1904 in Köln; † 5. November 1971 in Heinsberg) war ein deutscher Politiker der CDU.

## Leben und Beruf
Nach dem Abitur nahm Frey, der römisch-katholischen Glaubens war, das Studium der Landwirtschaft in Köln und Bonn auf, das er 1932 als Diplom-Landwirt abschloss. Anschließend war er bis 1935 Assistent am Tierphysiologischen Institut der Universität Bonn, wo er auch promoviert wurde. 1935 begann er mit der Bewirtschaftung eines eigenen Betriebes, des Gutes Klosterhof in Heinsberg im Rheinland. 
1946 war er Mitbegründer des Rheinischen Landwirtschaftsverbandes, dem er bis 1970 als Präsident vorstand. Von 1948 bis 1970 war er zugleich Präsident der Landwirtschaftskammer Rheinland und 1950–1964 des Verbandes Rheinischer landwirtschaftlicher Genossenschaften.

## Abgeordneter
Frey wurde erstmals 1949 in den Deutschen Bundestag gewählt. Er konnte im Wahlkreis Geldern–Kleve 60,0 % der abgegebenen gültigen Stimmen auf sich vereinigen und zog somit als direkt gewählter Abgeordneter ins Parlament ein. Bei der nächsten Bundestagswahl 1953 war er kein Direktkandidat und wurde auch über die Landesliste nicht gewählt. Von 1957 bis 1969 gehörte er dem Bundestag erneut an, in den er nunmehr stets über die nordrhein-westfälische Landesliste seiner Partei gelangte.

## Ehrungen
- 1968: Großes Verdienstkreuz der Bundesrepublik Deutschland